# Vulkan (Schiff, 1873)
Die Vulkan war ein deutsches Dampfschiff, das beim sogenannten Araberaufstand von 1888 in Ostafrika (heute Tansania) eingesetzt wurde.

## Geschichte
Die Vulkan wurde 1872 gebaut und war zunächst bei der Reederei Stehr in Hamburg im Einsatz. 1884 kam sie zur Bugsiergesellschaft Vulkan in Hamburg und danach zur Reederei Franz Schwalbe, ebenfalls in Hamburg ansässig. Im März 1889 wurde die Vulkan von der Reichsregierung der Reederei Schwalbe abgekauft für den Einsatz gegen den Aufstand in Ostafrika. Am 22. Juni 1889 erreichte das Schiff Sansibar für seinen Einsatz in der Wissmann-Flotte.
Die Wissmann-Flotte, benannt nach dem Reichskommissar Hermann von Wissmann, der für die Niederschlagung des Aufstandes zuständig war, war für die Landung und Versorgung der deutschen Truppen an der ostafrikanischen Küste zuständig, während die Kaiserliche Marine das Blockadegeschwader stellte, welches zusammen mit britischen und italienischen Kriegsschiffen die ostafrikanische Küste gegen den Schmuggel von Sklaven der Araber aus Afrika und gegen die Einfuhr von Waffen nach Ostafrika für die Truppen der Küstenbevölkerung sicherte. Die Aufgaben der Wissmann-Flotte und des Blockadegeschwaders mischten sich aber im Laufe des Aufstandes.
Im Rahmen des Einsatzes der Vulkan strandete das Schiff am 13. Juli 1889 vor Pangani auf einem Korallenriff in der Pangani-Mündung und endete als Totalverlust.